# Azazga (distrito)
Azazga é um distrito localizado na província de Tizi Ouzou, no norte da Argélia. Sua capital é a cidade de mesmo nome. A população total do distrito era de 83 560 habitantes, em 2008.

## Comunas
O distrito está dividido em cinco comunas:
- Azazga
- Freha
- Ifigha
- Yakouren
- Zekri